# Кобрина, Новелла Александровна
Нове́лла Алекса́ндровна Ко́брина (25 ноября 1925, Душанбе — 28 декабря 2010, Санкт-Петербург) — советский и российский лингвист, доктор филологических наук, профессор.

## Биография
После окончания школы была принята на 2 курс Первого ленинградского института иностранных языков. Окончила аспирантуру при кафедре английского языка Ленинградского государственного педагогического института им. М. М. Покровского. В 1953 году защитила кандидатскую, а в 1975 — докторскую диссертацию.
Работала в РГПУ им. А. И. Герцена, прошла путь от ассистента до профессора кафедры английского языка.
Преподавала также на факультете лингвистики Санкт-Петербургского государственного университета экономики и финансов. Член Российской ассоциации лингвистов-когнитологов.

## Научная деятельность
Профессор Н. А. Кобрина является автором более 120 научных и учебно-методических работ (монографий, научных статей, учебников) по общетеоретическим проблемам функциональной модели языка, принципам категоризации в языке и речи, функционированию языковой системы, Индекс Хирша — 8.
Под руководством учёного защитили диссертации 40 аспирантов и 6 докторантов.

## Основные труды
Кобрина Н. А. Теоретическая грамматика современного английского языка : учебное пособие для студентов, аспирантов, преподавателей высших учебных заведений / Н. А. Кобрина, Н. Н. Болдырев, А. А. Худяков. — Москва : Высш. шк., 2009. — 368 с.